# Irmandade da Boa Morte

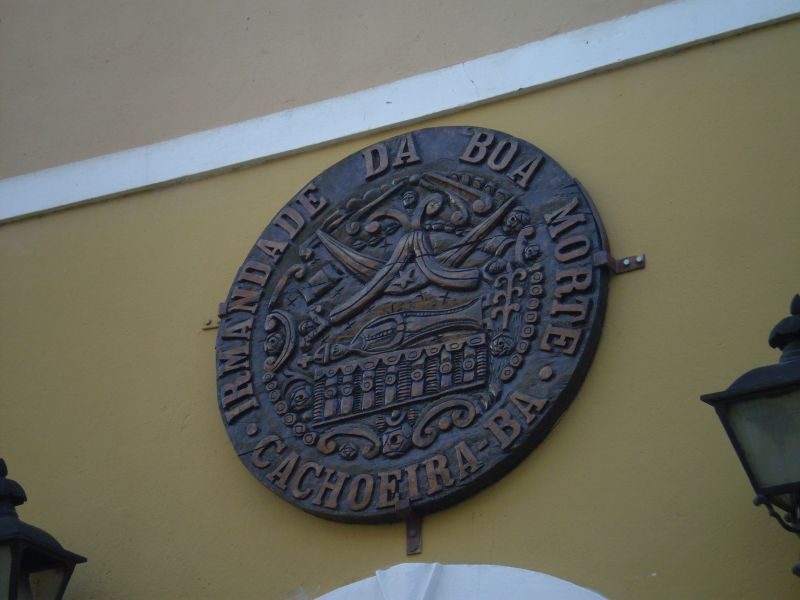
Irmandade da Boa Morte.

A Irmandade da Boa Morte é uma confraria religiosa afro-católica brasileira que organiza a Festa da Boa Morte.

## História
A história da confraria religiosa da Boa Morte se entrelaça com o maciço tráfico de escravos da costa da África para o Recôncavo canavieiro da Bahia, em particular para a cidade de Cachoeira, a segunda em importância econômica na Capitania da Bahia durante três séculos.
O fato de ser constituída apenas por mulheres negras, numa sociedade patriarcal e marcada por forte contraste racial e étnico, emprestou a esta manifestação afro-católica, como querem alguns autores, notável fama, seja pelo que expressa do catolicismo barroco brasileiro, de indeclinável presença processional nas ruas, seja por certa tendência para a incorporação aos festejos propriamente religiosos de rituais profanos pontuados de muito samba e comida. Há que acrescentar ao gênero e raça dos seus membros a condição de ex-escravos ou descendentes deles, importante característica social sem a qual seria difícil entender tantos aspectos ligados aos compromissos religiosos da confraria, onde ressalta a enorme habilidade dos antigos escravos para cultuar a religião dos dominantes sem abrir mão de suas crenças ancestrais, como também aqueles aspectos ligados à defesa, representação social e mesmo política dos interesses dos adeptos.

## Origem remota e uma luta antiga
No Brasil Colônia e depois, já com o país independente mas ainda escravocrata, proliferaram irmandades. Para cada categoria ocupacional, raça, nação - sim, porque os escravos africanos e seus descendentes procediam de diferentes locais com diferentes culturas - havia uma. Dos ricos, dos pobres, dos músicos, dos pretos, dos brancos, etc. Quase nenhuma de mulheres, e elas, nas irmandades dos homens, entraram sempre como dependentes para assegurarem benefícios corporativos advindos com a morte do esposo. Para que uma irmandade funcionasse, diz o historiador João José Reis, precisava encontrar uma igreja que a acolhesse e ter aprovados os seus estatutos por uma autoridade eclesiástica.
Muitas conseguiram construir a sua própria Igreja como a do Rosário da Barroquinha, com a qual a Boa Morte manteve estreito contato. O que ficou conhecido como devoção do povo de candomblé. O historiador cachoeirano Luiz Cláudio Dias Nascimento afirma que os atos litúrgicos originais da Irmandade de cor da Boa Morte eram realizados na Igreja da Ordem Terceira do Carmo, templo tradicionalmente frequentado pelas elites locais. Posteriormente as irmãs transferiram-se para a Igreja de Santa Bárbara, da Santa Casa da Misericórdia, onde existem imagens de Nossa Senhora da Glória e da Boa Morte. Desta, mudaram-se para a bela Igreja do Amparo desgraçadamente demolida em 1946 e onde hoje encontram-se moradias de classe média de gosto duvidoso. Daí saíram para a Igreja Matriz, sede da freguesia, indo depois para a Igreja da Ajuda.
O fato é que não se sabe ao certo precisar a data exata de sua origem. Odorico Tavares arrisca uma opinião: a devoção teria começado mesmo em 1820, na Igreja da Barroquinha, tendo sido os Jejes, deslocando-se até Cachoeira, os responsáveis pela sua organização. Outros ressaltam a mesma época, divergindo quanto à nação das pioneiras, que seriam alforriadas araquetos. Parece que o “corpus” da irmandade continha variada procedência étnica já que fala-se em mais de uma centena de adeptas nos seus primeiros anos de vida.
Historicamente essa data parece fazer sentido. Desde o início do século passado o Recôncavo viveu uma atmosfera de progresso e novas técnicas agrícolas e industriais ali são introduzidas. Em que se pese as dificuldades momentâneas da economia açucareira, o fumo ganhou novo alento quando começa a interessar, após a independência política do país, ao capital alemão. A inauguração do serviço de navegação a motor favorece esses bafejos de renovação econômica, estimulando a integração do Recôncavo com a Capital da Província e o aumento dos seus negócios, o que favorece a construção de sólidos laços entre os negros escravos de muitas cidades, sobretudo de Salvador e Cachoeira. Jeferson Bacelar chama a atenção para o fato de que a década de 1820, sobretudo os seus três primeiros anos, é marcada por acentuado processo de agitação e acirramento dos ânimos da população baiana, boa parte da qual, sem distinção social, encontra-se envolvida na luta pela Independência, aqui caracterizada por forte espírito antilusitano e refregas armadas. O clima de distensão entre senhores e escravos, suscitado por essa “unidade” momentânea, contribuiu para permanentes deslocamentos dos negros pelas cidades do Recôncavo, onde os senhores manifestaram incomum atenção na resolução do conflito e, para defenderem seus interesses, armaram os escravos e os utilizaram contra os portugueses. Dessa excepcional conjuntura resultaram inúmeras iniciativas religiosas e civis dos escravos, entre as quais, quem sabe, a própria Irmandade da Boa Morte.
O pesquisador Antônio Moraes Ribeiro associa seu surgimento às senzalas, apostando na conjuntura abolicionista pós-Revolta dos negros islamizados na Bahia que se deu em 1835 e foi barbaramente esmagada. Quem sabe daí o toque claramente muçulmano na morfologia tradicional dos trajes de grande força e rara beleza, realçados pelo uso do turbante, como assinala Raul Lody. Antônio Moraes Ribeiro acredita que uma das presumíveis líderes da Revolta Islâmica, Luiza Mahin, em pessoa, esteve envolvida na constituição da Irmandade, após a sua fuga de Salvador para o Recôncavo.
Conjecturas à parte, estas confrarias - religiosas ou não - como foi o caso da estudada pelo antropólogo Júlio Braga - a Sociedade Protetora dos Desvalidos - faziam mais do que cultuar santos católicos e orixás patronos dos seus afiliados. Ao tempo que aparentemente atendiam exigências eclesiásticas e legais, constituíam-se em verdadeiras associações de classe, reservadas, e por trás de suas aparências de fachadas davam curso aos interesses secretos dos seus membros. Respeitadas instituições de solidariedade eram a um só tempo expressão viva da permuta interétnica e ambíguo instrumento de controle social cujos participantes “administravam” criativamente. A confraria sempre obrigou aos seus membros a colaborarem. Jóias de entrada, anuidades, esmolas coletadas e outras formas de renda sempre foram usadas para os mais diversos fins: compra de alforria, realização de festejos, obrigações religiosas, pagamento de missas, caridade, vestuário. No caso da Boa Morte, integrada por mulheres bastante simples e quase todas idosas - entre 50 e 70 anos - os recursos arrecadados em vida buscaram sempre, a concessão de um funeral decente, cujo preparo, face a dupla militância religiosa de suas adeptas, exige rigor e entendimento, além de um certo pecúlio fúnebre.

## As obrigações corporativas e a manifestação de Agosto
A historiografia dessas notáveis mulheres cachoeiranas continua a desafiar a inteligência de jovens pesquisadores. Seus rituais secretos ligados ao culto dos orixás também estão a requerer leitura etnográfica que respeite, naturalmente, os limites à manutenção dos segredos, tão importantes na manutenção dessa vertente religiosa. O que tem ressaltado é o aspecto externo do culto referido quase todo ao simbolismo católico e a sua apropriação afro-brasileira. Durante o começo do mês de agosto, uma longa programação pública atrai a Cachoeira gente de todos os lugares, no que Moraes Ribeiro considera o mais representativo documento vivo da religiosidade brasileira, barroca, ibero-africana. Ceias, cortejos, missas, procissões, samba-de-roda colocam cerca de 30 remanescentes da Irmandade, que já possuiu mais de 200, no centro dos acontecimentos da provinciana cidade e, ultimamente, nos principais órgãos noticiosos da capital e teletelejornais. A festa propriamente dita tem um calendário que inclui a confissão dos membros na Igreja Matriz, um cortejo representando o falecimento de Nossa Senhora, uma sentinela, seguida de ceia branca, composta de pão, vinhos e frutos do mar obedecendo a costumes religiosos que interditam o acesso a dendê e carne na sexta-feira dia dedicado a Oxalá, criador do Universo, e procissão do enterro de Nossa Senhora da Boa Morte, onde as 
irmãs usam trajes de gala. A celebração da assunção de Nossa Senhora da Glória, seguida de procissão, em missa realizada na Matriz dá curso à contagiante alegria dos cachoeiranos que irrompe em plenitude, nas cores, comida e bastante música e dança que se prologam por diversos dias, a depender dos donativos arrecadados e das condições de pecúlio do ano.

## Hierarquia e Culto
Como todas as confrarias religiosas baianas, a Irmandade da Boa Morte possui uma estrutura hierárquica interna para gerir a devoção diária e doméstica de seus membros. A direção é composta por quatro irmãs responsáveis pela organização da festa pública de agosto e substituídas anualmente. No topo da administração da vida da Irmandade da Boa Morte está a Juíza Perpétua, posição de maior destaque e atingida por status adquirido, ocupada pela mais idosa adepta. A seguir, situam-se os cargos de Procuradora-Geral, Provedora, Tesoureira e Escrivã, estando a Procuradora à frente das atividades executivas religiosas e profanas. Para serem aceitas as noviças, além de estarem vinculadas a alguma casa de candomblé - geralmente Jeje, Queto ou Nagô-Batá, na região - e professarem o sincretismo religioso, deverão se submeter a uma iniciação que impõe um estágio preparatório de três anos, conhecido pelo nome de “irmã da bolsa”, onde é testada a sua vocação.
Uma vez aceita, poderá compor algum cargo de diretoria e a cada três anos ascender na hierarquia da Irmandade. Não é demais lembrar que todas dividem irmanamente as atividades da cozinha, coleta de fundos, organização das ceias cerimoniais, das procissões do cortejo, além dos funerais das adeptas seguindo os preceitos religiosos e uma determinação estatutária tácita. As eleições são realizadas anualmente procedendo-se a apuração dos votos pelo curioso sistema de contagem de grãos de milho e feijão, indicando o primeiro atitude de rejeição e o segundo aceitação. Em que pese as diferenças hierárquicas e os preceitos relativos a cada posição, todas as irmãs estão niveladas como empregadas de Nossa Senhora. Além de irmãs de devoção, são algumas vezes, irmãs de santo e quase sempre “parentes” - os africanos e seus descendentes no Brasil alargaram o conceito de parentela estendendo o vínculo a todos aqueles que são filhos de uma mesma nação. É notável como a ancestralidade africana se reelabora no interior das instituições religiosas baianas e como as irmandades leigas acabam prestando renovado serviço a esse processo de intercurso cultural. É admirável que, a propósito de celebrarem a morte, essas mulheres negras cachoeiranas tenham sobrevivido com tanta majestade e garbo. O mais incrível é que o sistema de crenças tenha absorvido com tamanha funcionalidade e criatividade os valores da cultura dominante, realizando, em nome da vida, complexos processos de apropriação como o evidenciado na descida da própria Nossa Senhora à Irmandade, a cada ciclo de sete anos, para dirigir em pessoa os festejos, investida da figura de Procuradora-Geral, celebrando entre os vivos a relatividade da morte. Tais elementos podem ser constatados tanto na simbologia do vestuário, quanto nas comidas de preceito que evidenciam recorrentes ligações entre este (Aiê) e o outro mundo (Orum), para utilizar aqui duas expressões já incorporadas à linguagem popular da Bahia. Assim como as confrarias, a devoção a Boa Morte foi muito comum na Bahia Colonial e Imperial. Sempre foi uma devoção popular. Na Igreja de Nossa Senhora do Rosário na Barroquinha ela ganhou expressão e consistência.
Aliás, ali era um espaço de notável presença jeje-nagô e as características dos festejos descritos por cronistas como Silva Campos atestam sua semelhança com os praticados ainda hoje em Cachoeira. Deve-se dizer que ali teve origem uma das mais respeitáveis casas de candomblé da Bahia; fundada no século XVIII, a Casa Branca do Engenho Velho da Federação que vem sendo estudada com muito brilhantismo por Renato da Silveira. Devoção popular e mais que isso, racial, na medida em que agregou principalmente negros e mestiços. Suas origens remontam ao Oriente tendo sido adotada por Roma no século VII. Já dois séculos depois a festa da Assunção de Nossa Senhora está disseminada por todo o mundo católico. Trazida de Portugal para o Brasil - onde era conhecida como Nossa senhora de Agosto - ganhou interpretação peculiar, características próprias e por causa disso, a devoção sempre criou atritos com as autoridades da Igreja. 
Sua difusão entre a comunidade baiana, entre outras coisas, deveu-se ao fato de que a mediunidade popular característica dos cultos africanos sempre relativizou o problema da morte, na medida em que os adeptos do candomblé acreditam em reencarnações sucessivas. Emprestou, portanto, ao culto originalmente católico elementos do seu sistema de crenças e componentes sócio-históricos da dura realidade escravista que fez do cativeiro sofrível martírio para os que vieram na diáspora. De sorte que a devoção a Nossa Senhora da Boa Morte passou a ter também um significado social, permitindo a agregação dos escravos, facultando a manutenção de sua religiosidade num ambiente hostil e delimitando um instrumento corporativo de defesa e de valorização do indivíduo, tornando-se, por todas essas razões, um inigualável meio de celebração da vida.
Gustavo Falcón (Professor da UFBA e pesquisador do Centro de Estudos Afro-Orientais)